# عائلة إنزيم الديهيدروجيناز 3 ، عضو A1
ألدهيد ديهيدروجيناز، -مثنوي مفضل للNADP- هو إنزيم يفرزه جين ALDH3A1 عند البشر.
يأكسد ألدهيد ديهيدروجيناز مختلف الألدهيدات إلى الأحماض المطابقة. إنهم يشاركون في إزالة السموم من الأسيتالديهيد المستمدة من الكحول وفي عملية الأيض للكورتيكوستيرويدات، والأمينات الحيوية، والنواقل العصبية، وبيروكسيد الدهون. يشكِّل الإنزيم المفرز بواسطة هذا الجين مضخمًا أحاديًا يتأكسد بشكل تفضيلي ركائز الألدهيد العطرية. يقع الجين داخل منطقة متلازمة سميث-ماجنيس على الكروموسوم رقم 17.
 يُعد التعبير ALDH3A1 عالياً في قرنية أنواع الثدييات، حيث يتراوح من 5 إلى 50٪ من محتوى البروتين القابل للذوبان، لكنه تقريبا مفقود من قرنية الفقاريات الأخرى.

## الهيكل والآلية

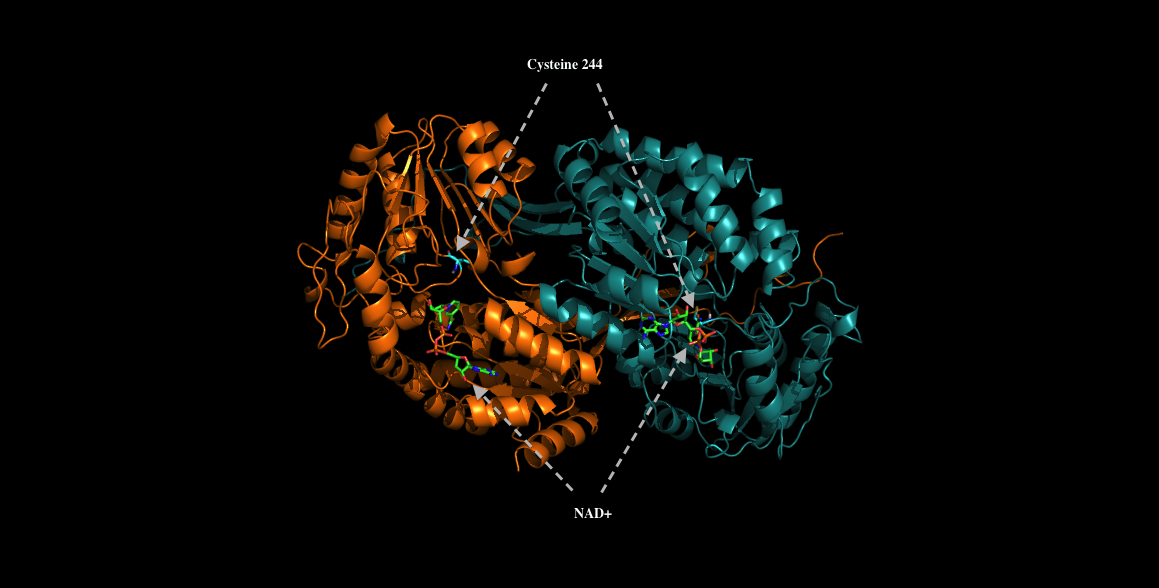
ALDH3A1 مربوط ب NAD+

ALDH3A1 هو هومودايمر يتكون من لوالب ألفا (43.8٪)، وطبقات بيتا (4.2 ٪)، التفافات عقد p     .(28.2 ٪)  وشيع عشوائية (23.8 ٪). توجد بقايا المادة التحفيزية Cys244 في موقع نشط يحتوي على طية Rossman التي تربط العامل المساعد للإنزيم +(NAD(P.
تعكس الآلية التحفيزية لـ ALDH3A1 تلك الإنزيمات الأخرى لعائلة إنزيم الديهيدروجيناز. تهاجم ذرة الكبريت Cys244 الكربونيل من ركيزة الألدهيد في هجوم غير ضار بالنواة الذي يطلق أيون هيدريد. يتم قبول أيون الهيدريد بواسطة NAD(P) المنضمة إلى طيات Rossman. تسهل التفاعلات الفريدة بين العامل المساعد وطيات Rossman تحول أيسومري للإنزيم الذي يحرر العامل المساعد مع الحفاظ على سلامة الموقع النشط. يدخل جزيء الماء إلى الموقع النشط ويتم تنشيطه لاحقًا بواسطة بقايا الغلوتامات. ثم يهاجم الماء أنزيم ركيزة thioester في رد فعل غير ضار بالنواة الذي يجدد الإنزيم الحر، ويطلق حمض الكربوكسيلية المطابق.

## المشاركة في الانحلال التأكسدي للدهون

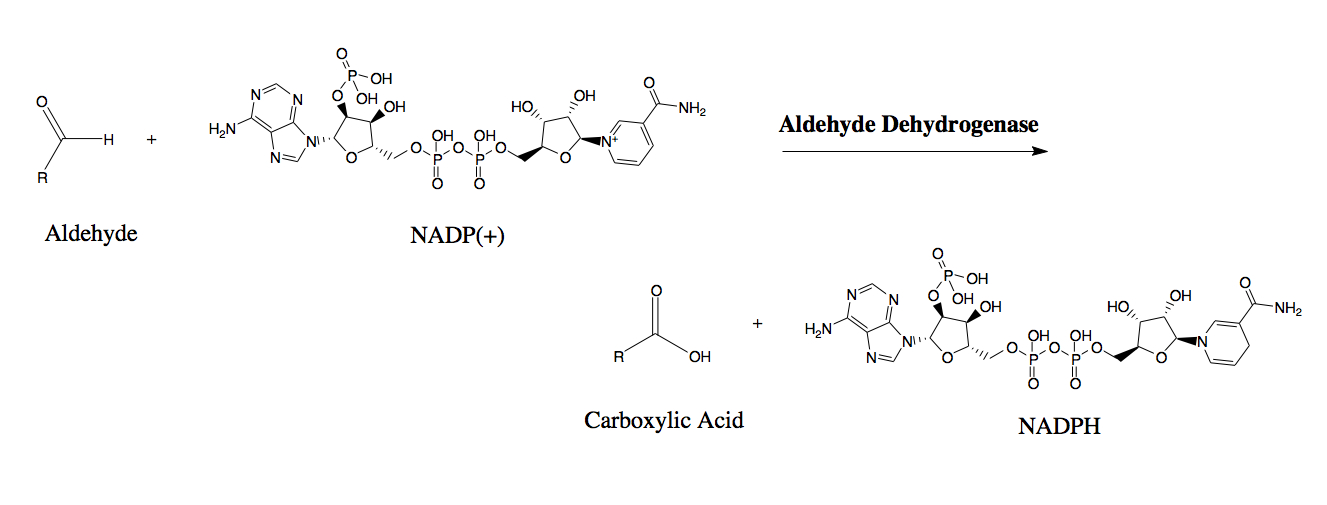
معادلة متكافئة تمثل الأيض لركيزة ألدهيد بواسطة إنزيم ALDH3A1 باستخدام NADP كعامل مساعد.

.تسمح التنبيهات الإلكترونية للألكينات والمجموعات الوظيفية العطرية لبعض الأحماض النووية والبروتينات والأحماض الدهنية والجزيئات العضوية بامتصاص الأشعة فوق البنفسجية (UVR). يتسبب التعرض المعتدل للأشعة فوق البنفسجية في أكسدة بروتينات محددة تعمل في النهاية كعوامل إشارات لمجموعة من المسارات الأيضية والالتهابية. من ناحية أخرى، فإن التعرض الكبير للأشعة فوق البنفسجية يمكن أن يضر بالنسيج. في وجود الأكسجين الجزيئي، يؤدي الأشعة فوق البنفسجية إلى تكوين أنواع الأكسجين التفاعلية (ROS) المتورطة في العديد من مسارات التحلل. في حالة الانحلال التأكسدي للدهون، تتفاعل ROS مع الأحماض الدهنية المتعددة غير المشبعة الموجودة في طبقة ثنائية الدهون من غشاء الخلية لإنتاج الجذور الدهنية. هذه الجذور الدهنية تنتشر، مما يؤدي إلى مزيد من الضرر طبقة الدهون وإنتاج هيدرو بيروكسيدات الدهون. ويؤدي الانحلال الهيدرو بيروكسيدات للدهنيات إلى تنوع واسع من الألدهيدات، بسبب ثباتها وقدرتها على التفاعل الخلوي غير ضار بالنواة، كلاهما سامين للخلايا في الطبيعة. يلعب ALDH3A1 دورًا حاسمًا في عملية الأيض لهذه الألدهيدات إلى الأحماض الكربوكسيلية المناظرة لها في القرنية واللعاب. (Hydroxynonenal ( (4HNE الذي يتأيض ALDH3A1 مع السرعة القصوى (Vmax) من 27,754 مول  (NADPH/دقيقة•ملغم ) وكمية واضحة من ( km) قيمة مايكلز الثابتة للانزيم 362  مايكرومولار - وهو الألدهيد الأكثر وفرة في LPO لحمض الأراكيدونيك وحمض اللينوليك. يجعل استقرارها ومواقعها المتعددة من التفاعل (رابطة الكربون المزدوج الكربون، مجموعة الهيدروكسيل، والكربونيل) 4HNE مثبطًا قويًا للنمو الخلوي، وأنشطة الإنزيمات، وعزل الكالسيوم، وتخليق البروتين. وتشارك أيضا في استهلاك الجلوتاثيون وتغيير نقل الإشارة والتعبير الجيني.

## الدور في القرنية

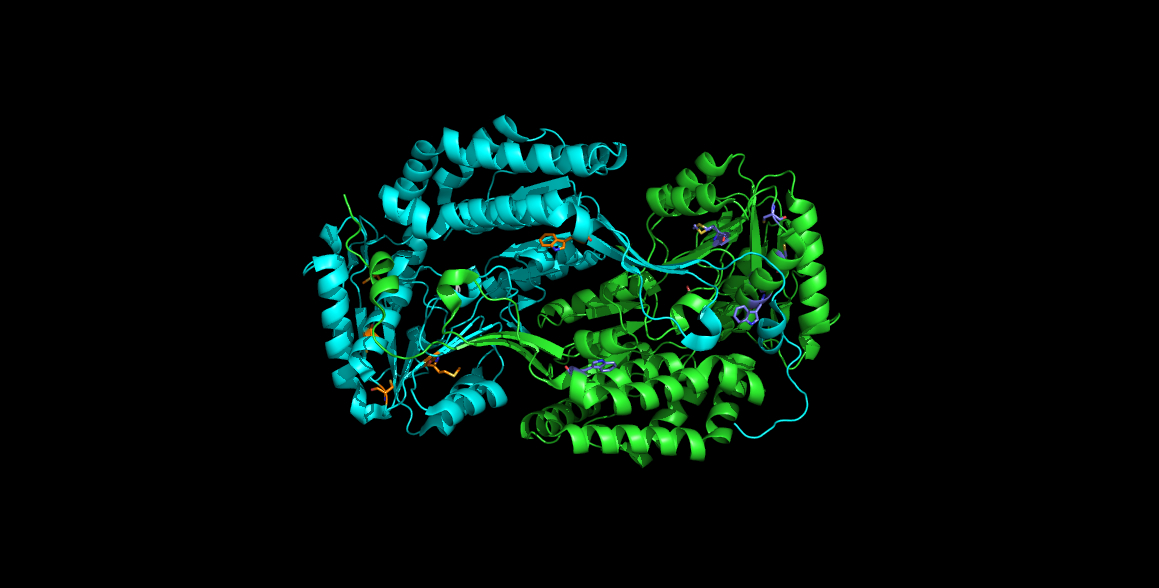
تركيب يظهر رواسب الأمينو أسيد التي تتحلل تحت التعرض لل UVR. Tryptophan-81, Cysteine-223, Cysteine-229, Tryptophan-234, Methionine-295 and Methionine-366

yيحتوي ALDH3A1 على ما يقرب من 10-40 ٪ من البروتين القابل للذوبان في الماء في القرنية الثديية. التعرض المباشر للأشعة فوق البنفسجية والأكسجين الجزيئي، وجعل القرنية عرضة ل ROS و 4HNE. الدراسات التي تم فيها نقل الأرانب مع الجينات التي تسمح لهم بتعريف الإنسان ALDH3A1 في أوراق الخلايا الليفية اللحمية للقرنية، فإن أهم وظيفة في ALDH3A1 هي حماية القرنية من الإجهاد التأكسدي. يمنع ALDH3A1 في القرنية تشكيل معززات البروتين 4-HNE التي تعيق عمل البروتينات. هو أكثر فعالية في تأييض 4HNE من العوامل الأخرى المماثلة مثل الجلوتاثيون (GSH). يحمي خلايا القرنية من موت الخلايا المبرمج الناجم عن 4HNE. تثقيف استهلاك GSH عن طريق التخفيف من 4HNE GSH adducts. ويخفف من تثبيط4HNE لنشاط البروتياز 20S.

### الاستجابة أشعة فوق البنفسجية بتدمير نفسه
ولكن يتم استخدام جزء فقط من تركيز الكلي ل ALDH3A1 في القرنية تأييض الألدهيدات. وقد أثارت هذه الملاحظة تحقيقات متعددة في دور ALDH3A1 إلى ما وراء تأييض الألدهيد. على الرغم من أن الوظيفة الكاملة ل ALDH3A1 لم يتم تحديدها بعد، إلا أن هناك أدلة قوية تشير إلى أن ALDH3A1 يعمل على الحفاظ على توازن الأكسدة الخلوية بالإضافة إلى السلامة الهيكلية وشفافية القرنية. توضح إحدى الدراسات أن ALDH3A1 لا يحمي القرنية بشكل غير مباشر من الإجهاد التأكسدي المستحث بالأشعة فوق البنفسجية عن طريق تأييض الألدهيدات، ولكنه يحمي الأنسجة مباشرة، عن طريق امتصاص الأشعة فوق البنفسجية بشكل تنافسي في استجابة بتدمير نفسه التي تقلل من الضرر الذي يصيب بروتينات القرنية الأخرى في الواقع، يتم امتصاص 50٪ من الأشعة فوق البنفسجية التي تتعرض لها القرنية بواسطة ADLH3A1. يعمل امتصاص ALDH3A1 للأشعة فوق البنفسجية على أكسدة العديد من بقايا الأحماض الأمينية الأساسية، مما يؤدي إلى تغييرات توافقية التي تحوِّل طبقات ألفا وبيتا إلى شيع عشوائية. هذه التغييرات التوافقية تخفف في النهاية بنية الديمر، تؤدي هذه الخسارة في البنية الثانوية والجامعية إلى تراكم البروتين وفقدان كامل للأنشطة الأنزيمية. تكشف خرائط الببتيد والتجارب الطيفية أن فقدان النشاط ليس ناتجًا عن أكسدة Cys244 (والتي إذا كانت في موقع نشط، تظل سليمة أثناء الاستثارة التصويرية). ولكن بدلاً من ذلك، يرجع ذلك إلى تدهور بقايا جذور الأمينو الرئيسية الأخرى (أبرزها الميثيونين والتريبتوفان). تتحلل بقايا هذه الأحماض الأمينية تحت الإجهاد التأكسدي، مما يؤدي إلى تكوين روابط متقاطعة غير قابلة للترسب التي تثبت الركام القابل للذوبان. على سبيل المثال يتأكسد التريبتوفان على نحو مضاعف لتوليد ROSs مثل H2O2، والتي تستخلص المزيد من الأكسدة والتقريب نحو المحور. ومع ذلك، فإن وفرة ALDH3A1 في القرنية تضمن أن هذا الرد بتدمير نفسه لا يعيق تأيض الألدهيد ولا يؤدي إلى تكوين ركام غير قابل للذوبان يؤثرعلى شفافية القرنية.

الساد إعتمام عدسة عين الانسان

### عواقب نقص ALDH3A1
وقد تم توفير مزيد من التوضيح لدور ALDH3A1 في القرنية من خلال الدراسات الجينية التي تم فيها أخذ الجينات ALDH3A1 المفرزة من جينوم الفئران. تم العثور على أن فئران ALDH3A1-null أظهرت نشاط بروتيزوم أقل، ومعدلات أعلى من تدهور البروتين / الأكسدة، وارتفاع مستويات GSH ، 4HNE و بروتين malondialdehyde - كل ذلك ساهم في تطوير إعتام عدسة العين وظلمتها في المناطق تحت القرنية بعد شهر واحد من العمر. هذه الملاحظات على فئران ALDH3A1-null تؤكد أن دور ALDH3A1 يمتد إلى أبعد من الأيض الأنزيمي، بل يشمل وظائف في الحفاظ على السلامة الهيكلية والشفافية للقرنية..

## References
1. ↑  "Assignment of ALDH3 to human chromosome 17p11.2 and ALDH5 to human chromosome 9p13". Genomics. ج. 25 ع. 1: 323–5. يوليو 1995. DOI:10.1016/0888-7543(95)80150-K. PMID:7774944.
2. ↑  "Human stomach aldehyde dehydrogenase cDNA and genomic cloning, primary structure, and expression in Escherichia coli". J Biol Chem. ج. 267 ع. 5: 3030–7. مارس 1992. PMID:1737758.
3. ↑  "Entrez Gene: ALDH3A1 aldehyde dehydrogenase 3 family, memberA1". مؤرشف من الأصل في 2009-05-11.
4. ↑  "Structural and functional modifications of corneal crystallin ALDH3A1 by UVB light". PLoS ONE. ج. 5 ع. 12: e15218. 2010. DOI:10.1371/journal.pone.0015218. PMID:21203538.{{استشهاد بدورية محكمة}}:  صيانة الاستشهاد: دوي مجاني غير معلم (link)
5. ↑  "The first structure of an aldehyde dehydrogenase reveals novel interactions between NAD and the Rossmann fold". Nat. Struct. Biol. ج. 4 ع. 4: 317–26. أبريل 1997. DOI:10.1038/nsb0497-317. PMID:9095201.
6. ↑  van Kuijk FJ (ديسمبر 1991). "Effects of ultraviolet light on the eye: role of protective glasses". Environ. Health Perspect. ج. 96: 177–84. DOI:10.1289/ehp.9196177. PMID:1820264.
7. ↑  Dianzani MU (يونيو 1998). "4-Hydroxynonenal and cell signalling". Free Radic. Res. ج. 28 ع. 6: 553–60. DOI:10.3109/10715769809065811. PMID:9736307.
8. ↑  "HNE interacts directly with JNK isoforms in human hepatic stellate cells". J. Clin. Invest. ج. 102 ع. 11: 1942–50. ديسمبر 1998. DOI:10.1172/JCI1413. PMID:9835619.
9. ↑  "Lipid oxidation products in cell signaling". Free Radic. Biol. Med. ج. 28 ع. 9: 1370–8. مايو 2000. DOI:10.1016/s0891-5849(00)00216-1. PMID:10924856.
10. ↑  "4-hydroxy-2-nonenal, the end product of lipid peroxidation, is a specific inducer of cyclooxygenase-2 gene expression". Biochem. Biophys. Res. Commun. ج. 273 ع. 2: 437–41. يوليو 2000. DOI:10.1006/bbrc.2000.2967. PMID:10873624.
11. ↑  "Trans-4-hydroxy-2-nonenal inhibits nucleotide excision repair in human cells: a possible mechanism for lipid peroxidation-induced carcinogenesis". Proc. Natl. Acad. Sci. U.S.A. ج. 101 ع. 23: 8598–602. يونيو 2004. DOI:10.1073/pnas.0402794101. PMID:15187227.
12. ↑  "Corneal and stomach expression of aldehyde dehydrogenases: from fish to mammals". Chem. Biol. Interact. 130–132 ع. 1–3: 181–91. يناير 2001. DOI:10.1016/s0009-2797(00)00233-7. PMID:11306042.
13. ↑  Piatigorsky J (نوفمبر 2001). "Enigma of the abundant water-soluble cytoplasmic proteins of the cornea: the "refracton" hypothesis". Cornea. ج. 20 ع. 8: 853–8. DOI:10.1097/00003226-200111000-00015. PMID:11685065.
14. ↑  "Molecular mechanisms of ALDH3A1-mediated cellular protection against 4-hydroxy-2-nonenal". Free Radic. Biol. Med. ج. 52 ع. 9: 1937–44. مايو 2012. DOI:10.1016/j.freeradbiomed.2012.02.050. PMID:22406320.
15. ↑  "Multiple and additive functions of ALDH3A1 and ALDH1A1: cataract phenotype and ocular oxidative damage in Aldh3a1(-/-)/Aldh1a1(-/-) knock-out mice". J. Biol. Chem. ج. 282 ع. 35: 25668–76. أغسطس 2007. DOI:10.1074/jbc.M702076200. PMID:17567582.{{استشهاد بدورية محكمة}}:  صيانة الاستشهاد: دوي مجاني غير معلم (link)
16. ↑  Piatigorsky J (أبريل 1998). "Gene sharing in lens and cornea: facts and implications". Prog Retin Eye Res. ج. 17 ع. 2: 145–74. DOI:10.1016/s1350-9462(97)00004-9. PMID:9695791.